# Ayr (cráter)
Ayr es un cráter de impacto del planeta Marte situado a -39.3° Norte y 268.5° Oeste (-39° Norte y 91.5° Este). La colisión causó una abertura de 13 kilómetros de diámetro en la superficie del cuadrángulo MC-28 del planeta. El nombre fue aprobado en 1991 por la Unión Astronómica Internacional en honor a la ciudad de Ayr, en Queensland (Australia).